# Andrzej Leder

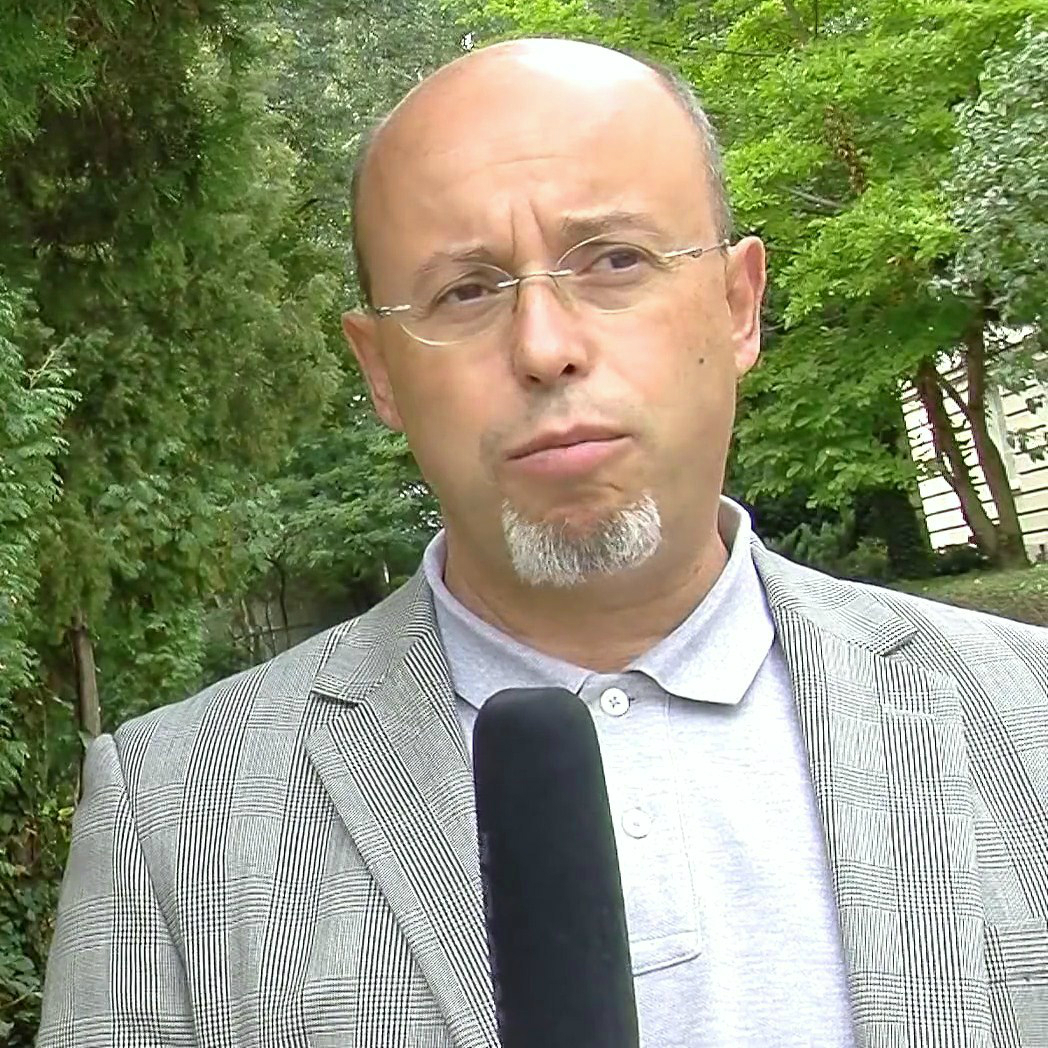
Andrzej Leder năm 2012

Andrzej Leder (sinh năm 1960) là nhà triết học văn hóa người Ba Lan, chuyên gia trị liệu tâm lý và chuyên gia lịch sử văn hóa Ba Lan.

## Tiểu sử
Andrzej Leder có cha là Witold Leder và mẹ là Ewa Lipińska. Ông tốt nghiệp Đại học Y Warszawa và khoa triết học thuộc Đại học Warszawa. Sau đó, ông theo học và nhận bằng tiến sĩ tại Viện Triết học và Xã hội học của Viện Hàn lâm Khoa học Ba Lan.
Leder thường xuyên tham gia vào các cuộc tranh luận công khai về văn hóa Ba Lan. Ông viết nhiều bài báo cho tờ Res Publica Nowa định kỳ từ năm 1992 đến năm 2012, và tạp chí hàng tuần Ozon.
Năm 2015, cuốn sách Prześniona rewolucja. Ćwiczenia z logiki historycznej (tạm dịch: Cuộc cách mạng của những người mộng du) của ông được đề cử cho Giải thưởng Nike danh giá của Ba Lan.

## Các tác phẩm nổi bật
- Przemiana mitów, czyli życie w epoce schyłku. Zbiór esejów (Warszawa: OPEN Publishing, 1997) (Peter Lang GmbH, 2013)
- Nieświadomość jako pustka ("Không nhận thức được như sự trống rỗng"; Warszawa: Viện Triết học và Xã hội học thuộc Viện Hàn lâm Khoa học Ba Lan, 2001)
- Nauka Freuda w epoce Sein und Zeit ("Những lời răn dạy của Freud trong thời kỳ Sein und Zeit "; Warszawa: Aletheia Publishing, 2007)
- Prześniona rewolucja. Ćwiczenia z logiki historycznej ("Cuộc cách mạng của những kẻ mộng du: Bài tập trong logic lịch sử"; Warszawa: Krytyka Polityczna, 2014)
- Rysa na tafli ("Vết xước trên kính"; Warszawa: Nhà xuất bản Khoa học Ba Lan PWN, 2016)
- Był kiedyś postmodernizm. . . Sześć esejów o schyłku XX stulecia ("Ngày xửa ngày xưa, Chủ nghĩa hậu hiện đại... Sáu bài luận cuối thế kỷ 20 "; Warzsawa: Viện Triết học và Xã hội học thuộc Viện Hàn lâm Khoa học Ba Lan, 2018)